# Queen Anne (condado de Prince Geoge, Maryland)
Queen Anne es un lugar designado por el censo ubicado en el condado de Prince George en el estado estadounidense de Maryland. En el Censo de 2020 tenía una población de 1405 habitantes y una densidad poblacional de 62,09 habitantes por km². Fue incluido como CDP en el censo de 2010. 

## Geografía
Queen Anne se encuentra ubicado en las coordenadas 38°53′55″N 76°40′42″O / 38.89861, -76.67833. Según la Oficina del Censo de los Estados Unidos,  tiene una superficie total de 22,63 km², de la cual 22,57 km² corresponden a tierra firme y 0,06 km² a agua.